# Loreto Vallejos
Loreto Cristina Vallejos Dávila (Santiago, 9 de febrero de 1980) es una profesora de historia, coach y política chilena. Fue miembro de la Convención Constitucional de Chile, por el distrito 15.

## Biografía

### Carrera profesional
Loreto Vallejos nació en la comuna de Santiago, en 1980. Creció en la población Gómez Carreño, ubicada en los cerros de Viña del Mar. Realizó sus estudios básicos y medios en el Colegio Ana María Janer, de Viña del Mar, del cual egresó en 1997. En 1999 entró a estudiar Pedagogía en Historia, Geografía y Ciencias Sociales en la Pontificia Universidad Católica de Valparaíso, de la cual egresó el 2004. Fue la primera generación de su familia en ir a la universidad, aunque para lograrlo no pudo ver a sus padres por diez años, pues debieron irse a Estados Unidos para pagar deudas. Ejerció como profesora de Historia hasta 2017, cuando empieza a desempeñarse como coach educacional. También ha realizado talleres online sobre formación ciudadana y desarrollo personal.
Tras el estallido social, Vallejos realizó cabildos en Olivar, y cuando se abrió la posibilidad de una candidatura a la Convención Constitucional, se contactó con algunos miembros de La Lista del Pueblo para ofrecerles ayuda y armar algo en su distrito.

### Carrera política
Inscribió su candidatura independiente para las elecciones de convencionales constituyentes de Chile de 2021 por el Distrito 15 (Codegua, Coinco, Coltauco, Doñihue, Graneros, Machalí, Malloa, Mostazal, Olivar, Quinta de Tilcoco, Rancagua, Rengo y Requínoa), formando parte de la "Lista del Pueblo 100% Independientes", resultando electa con el 9,42% de los votos, la primera mayoría del distrito.
El 28 de julio de 2021 fue elegida como coordinadora de la Comisión de Comunicaciones, Información y Transparencia de la Convención Constitucional junto a Patricio Fernández. Posteriormente, participó de la Comisión Temática sobre Principios Constitucionales, Democracia, Nacionalidad y Ciudadanía.
En agosto de 2021, Vallejos anunció que se dedicaría netamente al trabajo constituyente, distanciándose con la Lista del Pueblo, tras las controversias relacionadas con las candidaturas presidenciales del colectivo. El 1 de septiembre, junto a un grupo de 17 constituyentes, conforma "Pueblo Constituyente", un nuevo colectivo dentro de la Convención, rompiendo finalmente con la Lista del Pueblo tras el escándalo de la fallida candidatura presidencial de Diego Ancalao. La propia Vallejos declaró a las afueras del Palacio Pereira que dicha decisión fue tomada «para transparentar lo que está pasando dentro de la Convención con nosotros».

## Historial electoral

### Elecciones de convencionales constituyentes de 2021
- Elecciones de convencionales constituyentes de 2021, para convencional constituyente por el distrito 15 (Codegua, Coinco, Coltauco, Doñihue, Graneros, Machalí, Malloa, Mostazal, Olivar, Quinta de Tilcoco, Rancagua, Rengo y Requínoa)[13]

| Candidato                | Pacto                          | Partido | Votos  | %    | Resultados   |
| ------------------------ | ------------------------------ | ------- | ------ | ---- | ------------ |
| Loreto Vallejos Dávila   | La Lista del Pueblo            | ILYP    | 17 059 | 9,42 | Convencional |
| Marcela Riquelme Aliaga  | Independiente (Fuera de Pacto) | Ind.    | 15 360 | 8,49 |              |
| Alvin Saldaña Muñoz      | Mov. Sociales y Autónomos      | ILP     | 8876   | 4,90 | Convencional |
| Federico Iglesias Muñoz  | Vamos por Chile                | ILXP    | 8445   | 4,66 |              |
| Carol Bown Sepúlveda     | Vamos por Chile                | UDI     | 7396   | 4,08 | Convencional |
| Matías Orellana Cuellar  | Lista del Apruebo              | PS      | 7229   | 3,99 | Convencional |
| Fernando Puentes Araneda | Mov. Sociales y Autónomos      | ILP     | 6632   | 3,66 |              |
| Enrique López Meneses    | La Lista del Pueblo            | ILYP    | 6314   | 3,49 |              |
| Damaris Abarca González  | Apruebo Dignidad               | ILYQ    | 6010   | 3,32 | Convencional |
| Marcelo Herrera Oñate    | Partido Unión Patriótica       | UPA     | 5502   | 3,04 |              |
| Ximena Nogueira Serrano  | Lista del Apruebo              | PS      | 5463   | 3,02 |              |